# 123RF
123RF.com 是一个買斷式授權的微库存图片库，也是一个基于用户和社区的网站，在2005年6月创建，给摄影师、插画家和设计师一个展示作品的机会，帮助作者宣传和销售作品。123RF.com有超过18,000,000个各种类型的照片、插画、图片、影片和标志设计，超过100,000位摄影师和插画家.